# Maximiliano Garafulic
Maximiliano Garafulic Alfred (Antofagasta, 6 agosto 1938 – Antofagasta, 23 novembre 2007) è stato un cestista cileno.

## Carriera
Ha disputato le olimpiadi del 1956, a Melbourne, giocando 7 partite.
Ha disputato anche il Campionato mondiale maschile di pallacanestro 1959.